# Lev Thein
Lev Thein (19. prosince 1871 Nové Hrady – 2. srpna 1937 Pardubice) byl český lékař židovského původu, který se výrazně podílel na veřejném životě v Pardubicích a vydal práci ze sexuologie.

## Původ
Narodil se 19. prosince 1871 v Nových Hradech nedaleko Vysokého Mýta. Byl synem židovského obchodníka Bernarda Theina a jeho ženy Anny roz. Langsfeldové. Jeho starším bratrem byl Bertold Thein (1861-1938), významný právník a starosta Židovské náboženské obce v Pardubicích.

## Život a dílo
Vystudoval medicínu ve Vídni, lékařskou praxi si ale otevřel - zřejmě na popud bratra Bertolda - v Pardubicích. Došlo k tomu dne 15. dubna 1900 v tzv. Vlachově domě na třídě Míru, později ordinoval ve svém domě ve Smilově ulici čp. 349. Zároveň působil jako tovární lékař Fantovy rafinerie. Napsal sexuologickou práci Pravda o životě pohlavním (Pardubice 1921).
MUDr. Lev Thein léta propagoval pokrokovou myšlenku spalování žehem a byl hlavním iniciátorem stavby pardubického krematoria. Aktivně působil také ve spolku místních pardubických Židů, kteří propagovali česko-židovské sblížení. Společně s ním byli členy spolku spisovatel a lékař Viktor Vohryzek či propagátor esperanta Stanislav Schulhof.
Byl také spoluzakladatelem Poradny pro volbu povolání a psychotechnického ústavu, které vznikly v roce 1923 při Národohospodářském ústavu východočeském v Pardubicích. Jeho aktivity v ústavu dokládají pravidelné výroční zprávy uložené v Národním pedagogickém muzeu a knihovně J. A. Komenského v Praze.

## Rodina
V dubnu 1903 se oženil se Zdeňkou Winternitzovou (nar. 1884 v Pardubicích, zemřela 1944 v Osvětimi), členkou významné pardubické židovské rodiny a dcerou Jakuba Winternitze. Její sestra Olga byla manželkou Lvova bratra Bertolda. Z tohoto manželství se Lvovi narodily čtyři děti – Hanuš (nar. 1904, pozdější významný zpěvák a režisér), Julie (nar. 1906), Bernard (nar. 1908) a Ludmila (nar. 1916).

## Smrt a pohřeb
Zemřel 2. srpna 1937 v Pardubicích, jako příčina úmrtí je v úmrtní matrice uveden sarkom (nádor). Dne 5. srpna byl v duchu svých zásad zpopelněn v krematoriu a je pohřben společně s dalšími členy rodiny na pardubickém židovském hřbitově.